# Le Motel du crime
Pour plus de détails, voir Fiche technique et Distribution.

Le Motel du crime (Twilight of Honor) est un film américain réalisé par Boris Sagal, sorti en 1963.

## Fiche technique
- Titre : Le Motel du crime
- Titre original : Twilight of Honor
- Réalisation : Boris Sagal
- Scénario : Henry Denker d'après le livre d'Al Dewlen
- Société de production : Metro-Goldwyn-Mayer
- Musique : Johnny Green
- Photographie : Philip H. Lathrop
- Direction artistique : George W. Davis et Paul Grace
- Décors de plateau : Henry Grace et Hugh Hunt
- Montage : Hugh S. Fowler
- Pays d'origine : États-Unis
- Format : Noir et blanc - 2,35:1 - Mono
- Genre : Drame
- Durée : 104 minutes
- Date de sortie : 1963
- Affiche : Macario Gómez Quibus (Espagne)

## Distribution
- Richard Chamberlain : David Mitchell
- Nick Adams : Ben Brown
- Claude Rains : Art Harper
- Joan Blackman : Susan Harper
- James Gregory : Norris Bixby
- Joey Heatherton : Laura Mae Brown
- Pat Buttram : Cole Clinton
- George Mitchell : procureur général Paul Farish
- Linda Evans : Alice Clinton
- Jeanette Nolan : Amy Clinton
- Edgar Stehli : Juge James Tucker
- Donald Barry : Judson Elliot
- Arch Johnson : Mac McWade
- June Dayton : Vera Driscoll

Acteurs non crédités
- Chubby Johnson : Gannon
- Charles Lampkin : M. Simmons

## Voix françaises
- Albert Augier  (Charles Lampkin)
- André Valmy  (James Gregory)
- Gérard Férat  (Claude Rains)
- Hubert Noel  (Richard Chamberlain)
- Jean Berton  (Dal Mckennon)
- Jean Clarieux  (Arch Johnson)
- Jean Michaud  (Paul Langton)
- Lita Recio  (Robin Raymond)
- Michele Bardollet  (Joey Heatherton)
- Michèle Montel  (Joan Blackman)
- Pierre Collet  (Ron Whelan)
- Pierre Trabaud  (Nick Adams)
- Rene Beriard  (Donald Red Barry)
- Rene Blancard  (Pat Buttram)
- Teddy Bilis  (Edgar Stehli)